# Svangaskarð
Het Svangaskarð is een multifunctioneel sportstadion in Toftir, op de Faeröer. Het stadion wordt meestal gebruikt voor voetbalwedstrijden, het is de thuisbasis van voetbalclub B68 Toftir. Het stadion heeft een totale capaciteit van 6.000 toeschouwers. Vroeger, tot in 2000, speelde ook de nationale ploeg van de Faeröer hier zijn thuiswedstrijden. Daarna werd het Tórsvøllur in de hoofdstad Tórshavn in gebruik genomen, dat sindsdien als nationaal stadion dienstdoet.
In 2012 werd het natuurgras in het stadion vervangen door kunstgras. Dit komt mede door de meestal slechte weersomstandigheden op de eilandengroep. B68 Toftir maakt sinds het seizoen 2012 gebruik van het 'grote Svangaskarð'. Dit mag niet verward worden met een ander stadion op de Faeröer. Dat andere stadion heet ook Svangaskarð en is gelegen naast dit stadion, maar is alleen veel kleiner. Als men het over het 'Svangaskarð' heeft, dan spreekt men namens het 'grote Svangaskarð'.

## Interlands
Het Faeröers voetbalelftal speelde tot op heden 37 interlands in het Svangaskarð.
| 1.  | 3 juni 1992       | Faeröer – België                | 0 – 3 | WK-kwalificatie   |
| 2.  | 16 juni 1992      | Faeröer – Cyprus                | 0 – 2 | WK-kwalificatie   |
| 3.  | 5 augustus 1992   | Faeröer – Israël                | 1 – 1 | Vriendschappelijk |
| 4.  | 6 juni 1993       | Faeröer – Wales                 | 0 – 3 | WK-kwalificatie   |
| 5.  | 16 juni 1993      | Faeröer – Tsjecho-Slowakije     | 0 – 3 | WK-kwalificatie   |
| 6.  | 11 augustus 1993  | Faeröer – Noorwegen             | 0 – 7 | Vriendschappelijk |
| 7.  | 8 september 1993  | Faeröer – Roemenië              | 0 – 4 | WK-kwalificatie   |
| 8.  | 7 september 1994  | Faeröer – Griekenland           | 1 – 5 | EK-kwalificatie   |
| 9.  | 26 april 1995     | Faeröer – Finland               | 0 – 4 | EK-kwalificatie   |
| 10. | 25 mei 1995       | Faeröer – San Marino            | 3 – 0 | EK-kwalificatie   |
| 11. | 7 juni 1995       | Faeröer – Schotland             | 0 – 2 | EK-kwalificatie   |
| 12. | 6 september 1995  | Faeröer – Rusland               | 2 – 5 | EK-kwalificatie   |
| 13. | 31 augustus 1996  | Faeröer – Slowakije             | 1 – 2 | WK-kwalificatie   |
| 14. | 4 september 1996  | Faeröer – Spanje                | 2 – 6 | WK-kwalificatie   |
| 15. | 6 oktober 1996    | Faeröer – Joegoslavië           | 1 – 8 | WK-kwalificatie   |
| 16. | 8 juni 1997       | Faeröer – Malta                 | 2 – 1 | WK-kwalificatie   |
| 17. | 6 september 1997  | Faeröer – Tsjechië              | 0 – 2 | WK-kwalificatie   |
| 18. | 6 september 1998  | Faeröer – Tsjechië              | 0 – 1 | EK-kwalificatie   |
| 19. | 5 juni 1999       | Faeröer – Schotland             | 1 – 1 | EK-kwalificatie   |
| 20. | 9 juni 1999       | Faeröer – Bosnië en Herzegovina | 2 – 2 | EK-kwalificatie   |
| 21. | 3 september 2000  | Faeröer – Slovenië              | 2 – 2 | WK-kwalificatie   |
| 22. | 2 juni 2001       | Faeröer – Zwitserland           | 0 – 1 | WK-kwalificatie   |
| 23. | 6 juni 2001       | Faeröer – Joegoslavië           | 0 – 6 | WK-kwalificatie   |
| 24. | 1 september 2001  | Faeröer – Luxemburg             | 1 – 0 | WK-kwalificatie   |
| 25. | 7 september 2002  | Faeröer – Schotland             | 2 – 2 | EK-kwalificatie   |
| 26. | 27 april 2003     | Faeröer – Kazachstan            | 3 – 2 | Vriendschappelijk |
| 27. | 10 september 2003 | Faeröer – Litouwen              | 1 – 3 | EK-kwalificatie   |
| 28. | 18 augustus 2004  | Faeröer – Malta                 | 3 – 2 | Vriendschappelijk |
| 29. | 4 juni 2005       | Faeröer – Zwitserland           | 1 – 3 | WK-kwalificatie   |
| 30. | 17 augustus 2005  | Faeröer – Cyprus                | 0 – 3 | WK-kwalificatie   |
| 31. | 16 augustus 2006  | Faeröer – Georgië               | 0 – 6 | EK-kwalificatie   |
| 32. | 24 maart 2007     | Faeröer – Oekraïne              | 0 – 2 | EK-kwalificatie   |
| 33. | 6 juni 2007       | Faeröer – Schotland             | 0 – 2 | EK-kwalificatie   |
| 34. | 9 september 2009  | Faeröer – Litouwen              | 2 – 1 | WK-kwalificatie   |
| 35. | 12 oktober 2010   | Faeröer – Noord-Ierland         | 1 – 1 | EK-kwalificatie   |
| 36. | 3 juni 2011       | Faeröer – Slovenië              | 0 – 2 | EK-kwalificatie   |
| 37. | 7 juni 2011       | Faeröer – Estland               | 2 – 0 | EK-kwalificatie   |